# 旧桂ヶ谷貯水池堰堤
旧桂ヶ谷貯水池堰堤（きゅうかつらがたにちょすいちえんてい）は、山口県山口市小郡上郷（旧：小郡町）にある水道用貯水池の堰堤（ダム）である。国登録有形文化財。

## 概要
旧小郡町の中心部は飲用に適した井戸がなく、付近の河川の水を飲用水として使用していたが、水需要の増加や伝染病への危機感から上水道の必要性が求められていた。そこで、地域住民から名水として評判だった禅定寺山から流れる水を、小郡地域に配水することで計画は進んだ。1922年（大正11年）に着工、翌1923年（大正12年）に完成した。山口県では2番目に築かれた近代的上水道システムである。
形式こそ標準的な重力式コンクリートダムであるが、堰体は緩やかなアーチを描き、堰堤頂部の高欄は市松状に煉瓦を積んだものとなっており、取水塔はレンガを徐々にせり出させた蛇腹と呼ばれる装飾がアクセントになっている。
付近には桂ヶ谷貯水池の拡張を目的に1928年（昭和3年）に築造された羽根越貯水池堰堤もある。
第二次世界大戦後、椹野川を水源とする大規模な上水道施設が建設され、水道施設としての役目を終えている。
2016年8月1日に、国の登録有形文化財に登録された。

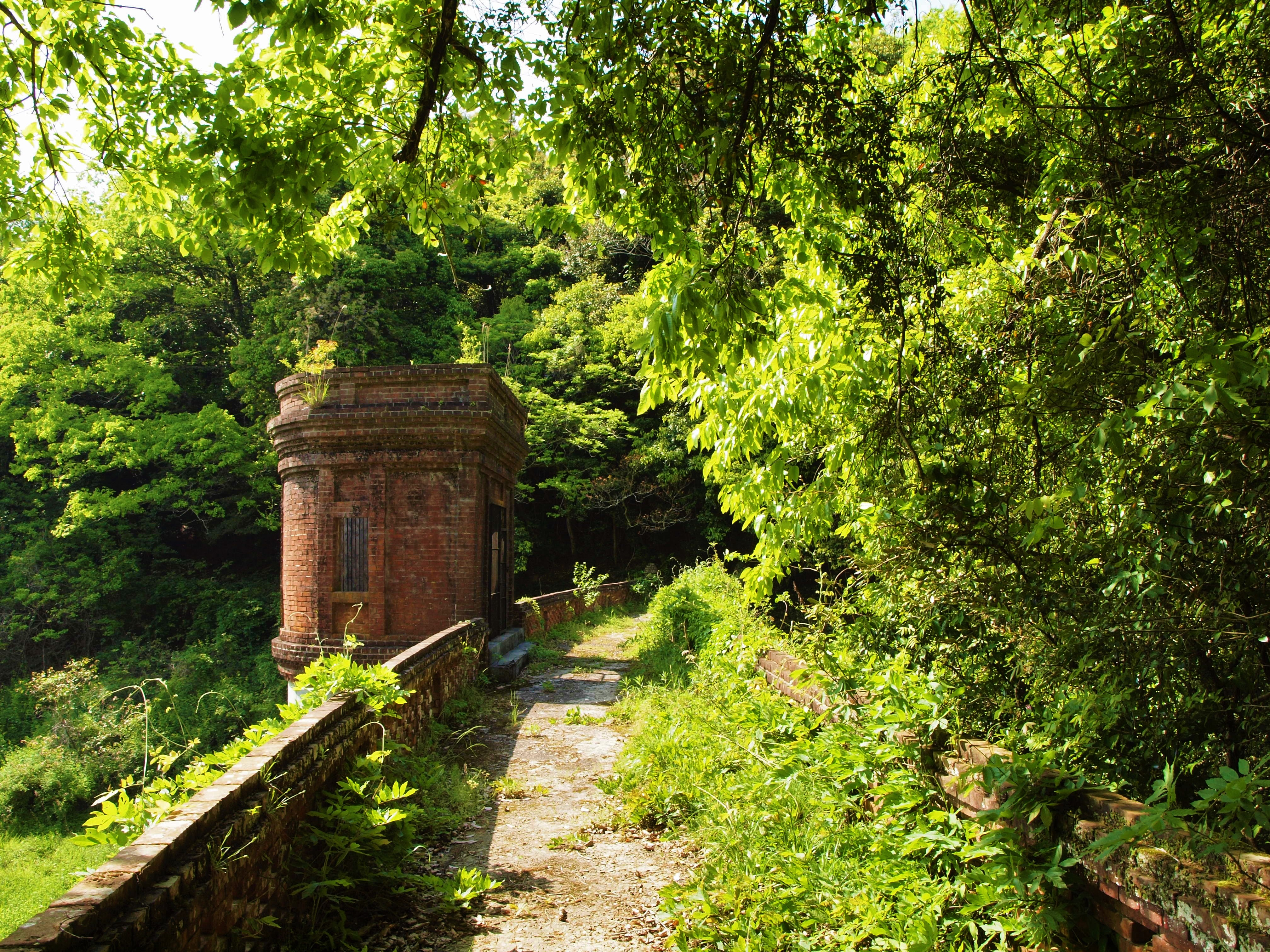
堰堤上部より撮影